# Hajdúváros

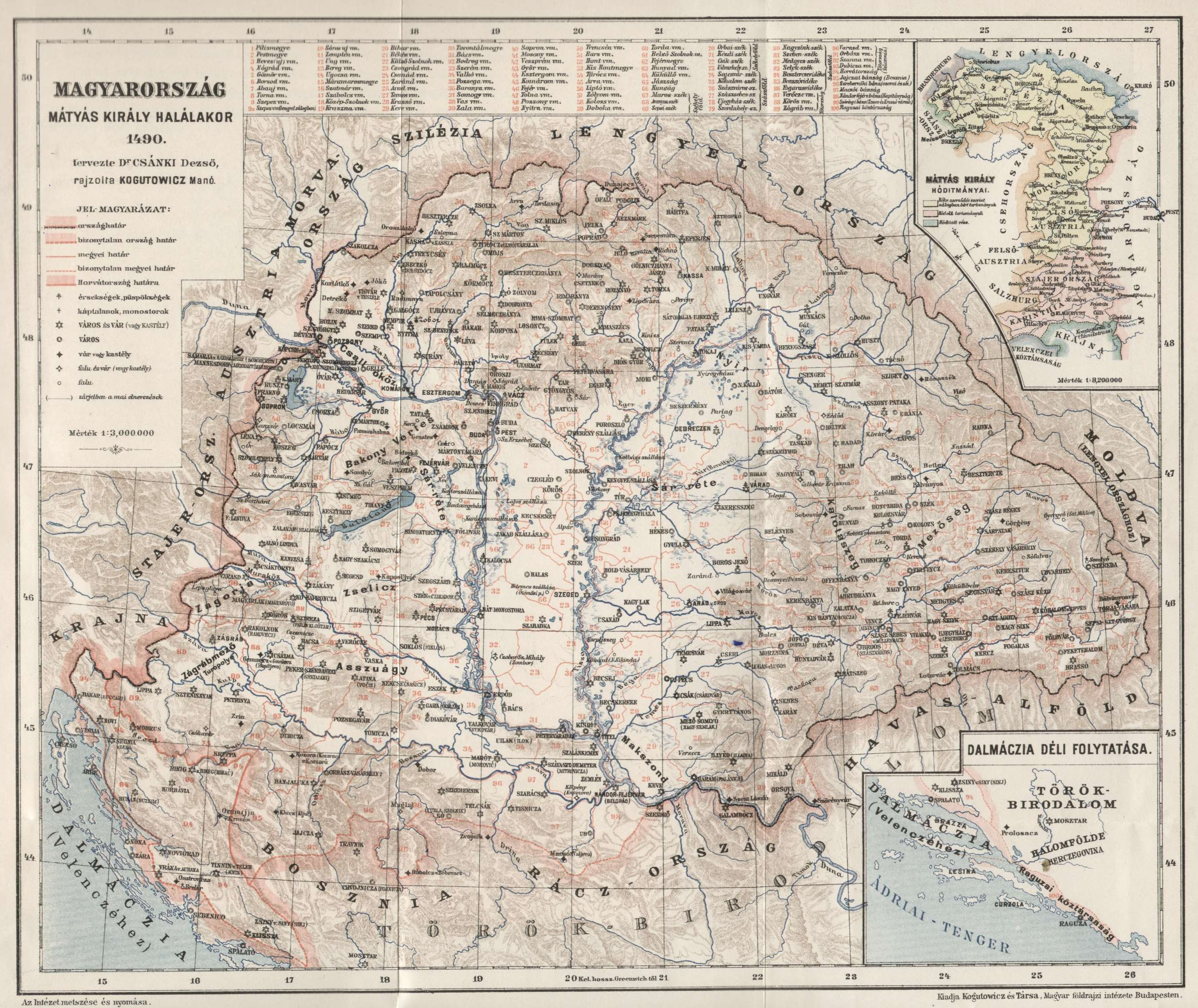
Csánki Dezső–Kogutowicz Manó: Magyarország Mátyás király halálakor

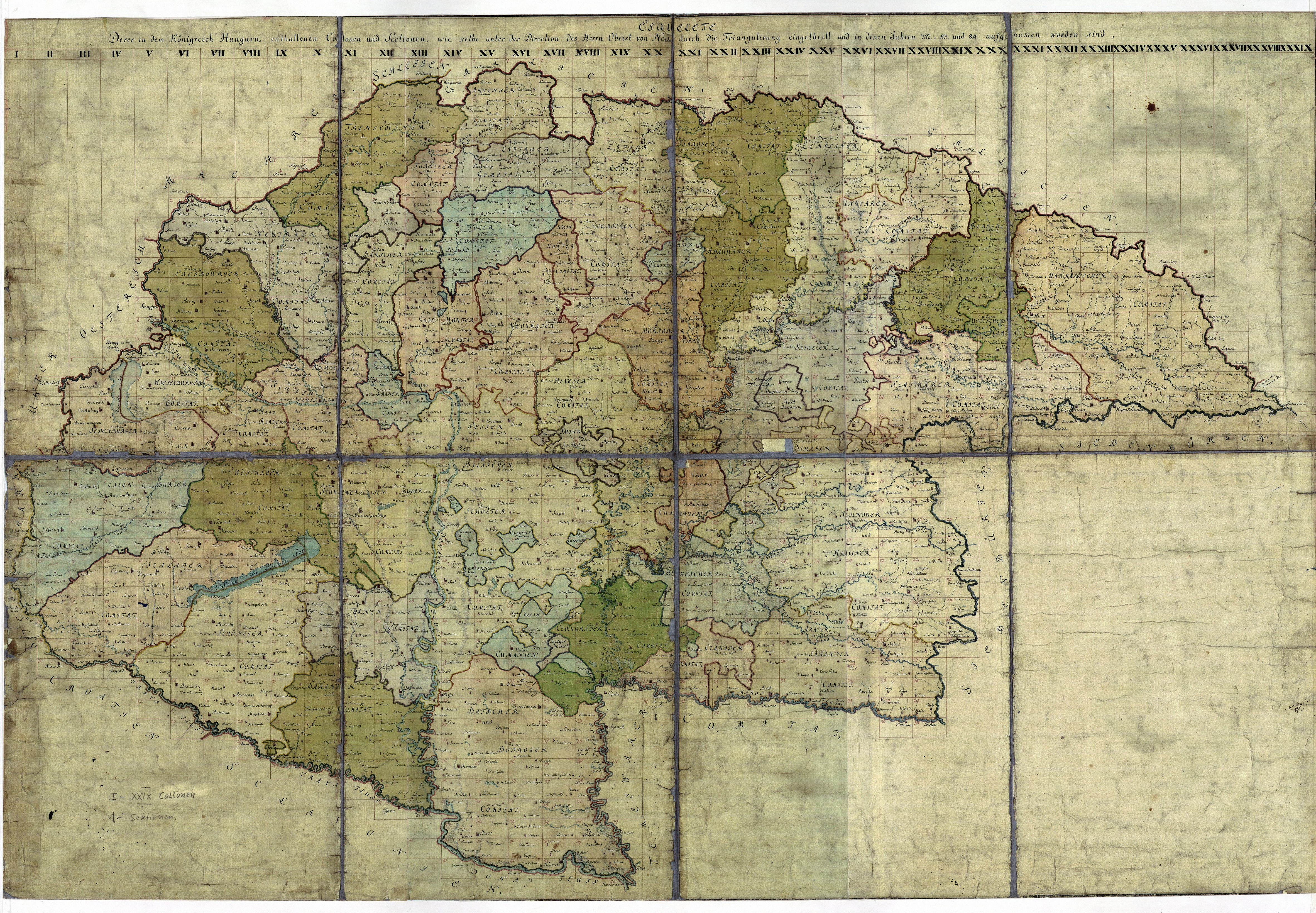
Ábrázolás az első katonai felmérésen

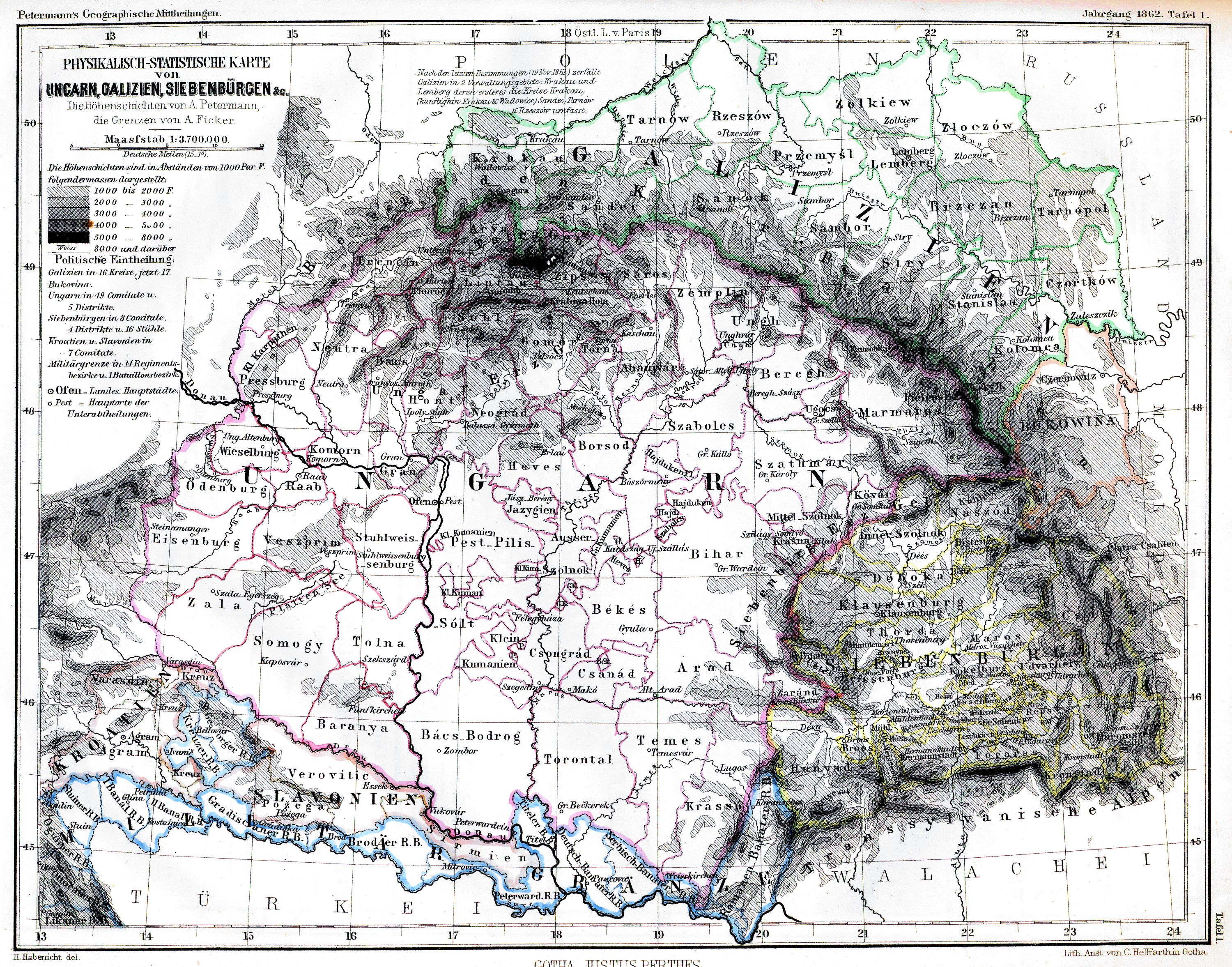
Közigazgatási egységek egy 1862-es térképen

A hajdúvárosok a hajdúk önkormányzati joggal felruházott települései voltak, melyek sajátos településformája összhangban volt lakóik katonai foglalkozásával.
Szűkebb értelemben hajdúvárosoknak az úgynevezett öreg hajdúvárosokat nevezték, melyek a 17–19. században a Hajdú kerületet alkották: Hajdúnánás, Hajdúdorog, Hajdúböszörmény, Hajdúhadház, Hajdúszoboszló és Vámospércs, illetve egy ideig Polgár is.

## Kialakulása
A kiváltságok eredeti jogosultjai a 9254 szabad hajdú, akiket Bocskai István erdélyi fejedelem 1605. december 12-én (Korponán) nemessé tett. Azonban a magyar törvényhozás sem ezt, sem a többi erdélyi fejedelemtől nyert kiváltságaikat nem ismerte el a nemesi jogok törvényes alapjául; így a hajdúvárosok kerületének lakosai nem voltak nemesek ugyan, de sajátságos szabadságnak birtokában voltak, mely a jászok és kunok szabadságához nagyon hasonlított.

## Városi statútum
Statútumaikat a hajdúvárosok az 1791. LXVII. törvénycikk által kiküldött bizottmánynak (deputatio pubblico-politica) mutatták be, a következő címmel: Hajdonicalium Oppidorum Statuta et vigentes consuetudines circa empptiones et venditiones jurium possessionariorum introduitae (a fekvő birtok eladására és vételére vonatkozó statútumok és szokások) és Statuta et municipales consuetudines Districtus Oppidorum Hajdonicalium in foriseorum judiciariis observari solitae. A fekvő birtok nem nemesi, de szabad, közös tulajdona volt, amelyből különös rendeletek által szabályozott egyéni, szabad birtok alakult. Mivel a hajdúvárosokban az adományozás mindig mindkét ágra szállt (militibus nostris hajdonibus haeredibusque et posteritatibus ipsorum utriusque sexus universis), örökösödési viszonyaikban a hajdúvárosok a mindkét ágbelieket illető nemesi vagyon szabályozását követték.

## Külső hivatkozások
- hajduszoboszlo.lap.hu
- Szoboszló Képeskönyve.